# Le Locle
Le Locle je obec (malé město) v kantonu Neuchâtel na severozápadě Švýcarska. Má přibližně 10 tisíc obyvatel. Toto průmyslové město je považováno za jedno z center švýcarského hodinářství. Nachází se v pohoří Jura v nadmořských výškách okolo 1000 m n. m., nedaleko hranic s Francií.

## Geografie

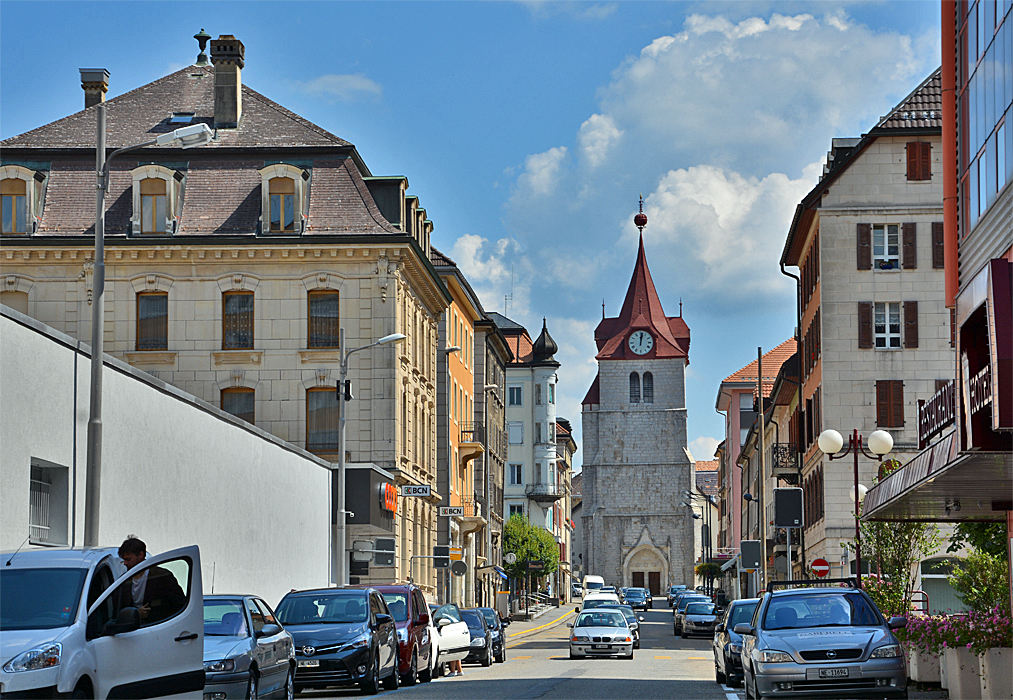
Centrum města

Le Locle leží v nadmořské výšce 920 m n. m., vzdušnou čarou 8 km jihozápadně od La Chaux-de-Fonds, nedaleko hranic s Francií. Město se rozkládá v úzkém vysoko položeném údolí odvodňovaném říčkou Bied v pohoří Neuchâtelský Jura (Jura Neuchâtelois), mezi vrcholy Grand Som Martel na jihu a Pouillerel na severu.
Území obce pokrývá část Neuchâtelského Jury. Ve střední části území obce se nachází synklinála Le Locle, uzavřené vysoké údolí orientované jihozápadně-severovýchodně podle směru úžiny Jury v této oblasti. Do tohoto vysokého údolí se z jihu připojuje několik krátkých bočních údolí, včetně údolí Combe Girard. Údolí je odvodňováno říčkou Bied, která je v oblasti Le Locle zaústěna na západ do řeky Doubs. Před Col des Roches se řeka vytrácí. Protože tento průsakový trychtýř nebyl schopen absorbovat velké množství vody během tání sněhu a dlouhých dešťů, bylo v minulosti při takových událostech často zaplaveno celé dno údolí. Nebezpečí záplav bylo z velké části odstraněno v roce 1805, kdy byl pod Col des Roches proražen umělý tunel.
Na severu se území obce rozprostírá nad výšinami Les Monts až do masivu Combe de Monterban a na široký, zčásti zalesněný a zčásti pastvinami porostlý hřeben Pouillerel (nejvyšší vrchol ve výšce 1257 m n. m.), který odděluje vysoké údolí Le Locle od údolí Doubs. Na východě oblast zasahuje do topografické hranice mezi městy Le Locle a La Chaux-de-Fonds. Na jihu a jihozápadě tvoří hranici antiklinála Grand Som Martel a výšiny u Prévoux. Nejvyšší bod Le Locle, ve výšce 1320 metrů nad mořem, se nachází severně od vrcholu Grand Som Martel. V roce 1997 tvořila 16 % rozlohy obce zastavěná plocha, 30 % lesy a háje a 53 % zemědělská půda; o něco méně než 1 % tvořila neproduktivní půda.
Le Locle zahrnuje místní části a bývalé vesnice La Jaluse (949 m n. m.), Les Jeannerets a Les Petits Monts (1020 m n. m.), průmyslovou čtvrť Les Billodes západně od města, část osady Le Prévoux (1077 m n. m.) na výšinách jihozápadně od kotliny, jakož i různé malé osady a četné jednotlivé farmy roztroušené na výšinách. Sousedními obcemi Le Locle jsou Les Planchettes, La Chaux-de-Fonds, La Sagne, Les Ponts-de-Martel, La Chaux-du-Milieu a Le Cerneux-Péquignot v kantonu Neuchâtel a Villers-le-Lac v sousední Francii.

## Historie

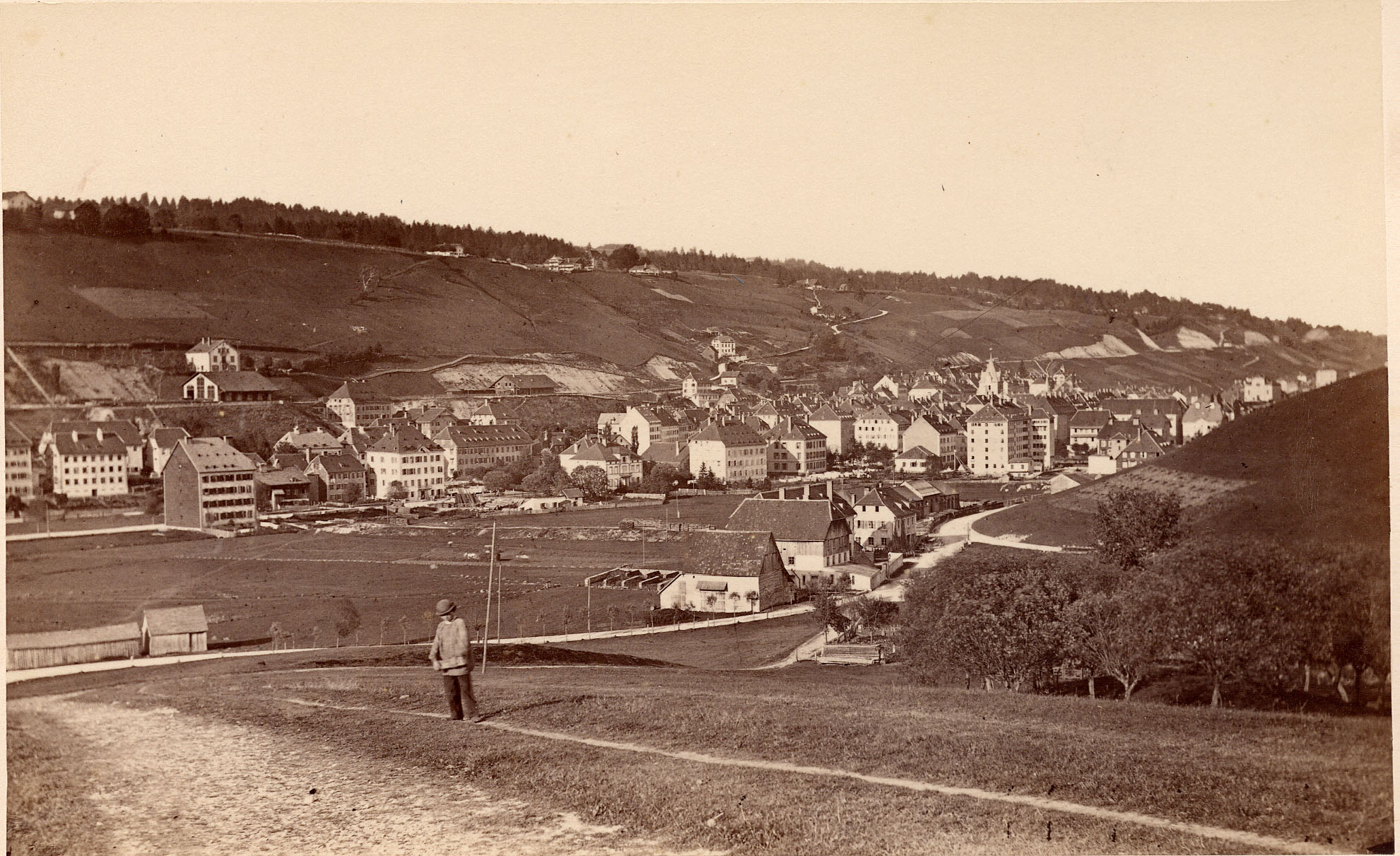
Pohled na městečko (1862)

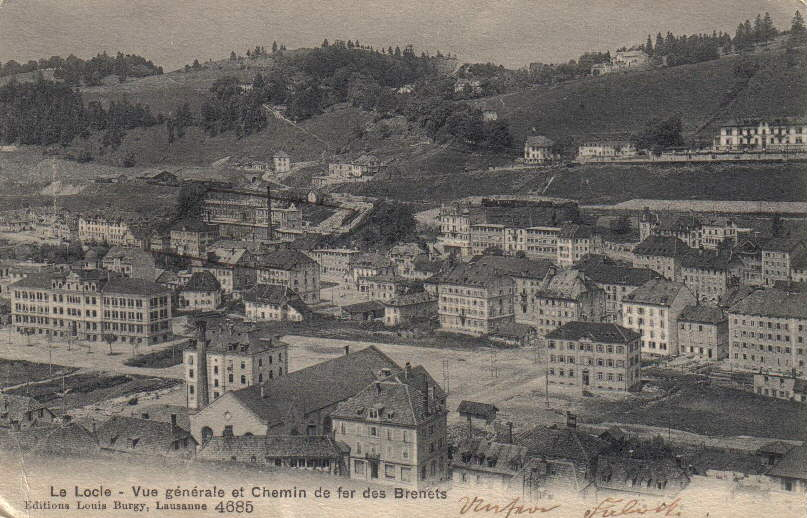
Le Locle roku 1907

Nejstarší doklady o přítomnosti člověka v oblasti Le Locle pocházejí z pozdního mezolitu (asi 6000 až 5000 let př. n. l.). Keramické zlomky, nástroje a kosti byly nalezeny v oblasti Col des Roches. Z celého následujícího období až do středověku nejsou známy žádné nálezy.
První písemná zmínka o obci pochází z doby kolem roku 1150 a nese název Losculo. Později se objevila jména Loclo (1350) a Loucle (1395). Název místa pravděpodobně pochází z latinského slova occulus (mýtina) s asimilovaným členem.
Oblast kolem Le Locle byla kultivována a osídlena až ve 14. století. Od roku 1360 patřilo Le Locle jako léno k panství Valangin. Protože osadníci měli poměrně velkou svobodu, usazovali se zde především lidé z údolí Val de Ruz a Val de Travers. Reformace byla v obci zavedena v roce 1536. Spolu s panstvím Valangin přešlo Le Locle v roce 1592 pod svrchovanost hrabství Neuchâtel. Od roku 1648 byl Neuchâtel knížectvím a od roku 1707 byl personální unií připojen k Pruskému království. V roce 1806 bylo území postoupeno Napoleonovi I. a v roce 1815 se v rámci Vídeňského kongresu dostalo do Švýcarské konfederace, přičemž pruští králové zůstali až do Neuchâtelské smlouvy z roku 1857 také knížaty Neuchâtelu.
Na rozdíl od La Chaux-de-Fonds a dalších osad v okolí využívalo Le Locle vodní síly říčky Bied, a proto jen zřídka trpělo nedostatkem vody. První mlýny, pily a kovárny byly postaveny podél toku potoka ve středověku. V 17. století vzniklo domácí krajkářství, které vedlo k prvnímu hospodářskému vzestupu v oblasti.

Le Locle na leteckém snímku z roku 1930; dobře patrná je šachovnicová síť ulic

V roce 1705 se Daniel Jeanrichard (1664–1741) přestěhoval z La Sagne do Le Locle a začal vyrábět hodinky, čímž založil tento tradiční švýcarský průmysl. Hodinářství se zpočátku provádělo přímo v domácnostech. Místní dělníci (převážně z řad rolníků) dodávali jednotlivé součásti do dílny, kde se montovaly. Díky novým technickým možnostem se Le Locle na konci 18. století rychle rozvíjelo jako průmyslová obec a vznikla zde řada továren. Na rozdíl od La Chaux-de-Fonds však mělo Le Locle jen omezené možnosti expanze, protože se nacházelo v úzké údolní kotlině se strmými svahy a bažinatým dnem údolí. Po roce 1800 proto zaostávalo v hospodářském a populačním rozvoji za La Chaux-de-Fonds.
Le Locle postihly velké požáry v letech 1683, 1765 a 1833. Po vzoru La Chaux-de-Fonds bylo Le Locle po požáru v roce 1833 přestavěno do šachovnicového půdorysu. 19. a 20. století až do roku 1970 se vyznačovalo rozkvětem hodinářského průmyslu. Kromě významné čokoládovny založené v roce 1856 a strojírenského průmyslu byl průmysl v Le Locle velmi jednostranný a zaměřený na hodinky a k ním náležící příslušenství. Proto město těžce utrpělo hospodářskou krizí v 70. letech 20. století. Řada hodinářských podniků musela ukončit činnost, což vedlo k vysoké nezaměstnanosti a nakonec k silnému odlivu obyvatelstva. Teprve poté došlo k diverzifikaci do dnešních průmyslových odvětví.
K 1. lednu 2021 byla k obci Le Locle připojena sousední obec Les Brenets.

## Obyvatelstvo
| Rok            | 1750 | 1850 | 1900   | 1910   | 1930   | 1950   | 1960   | 1970   | 1980   | 1990   | 2000   |
| Počet obyvatel | 3211 | 8514 | 12 559 | 12 722 | 12 001 | 11 979 | 13 762 | 14 452 | 12 039 | 11 313 | 10 529 |

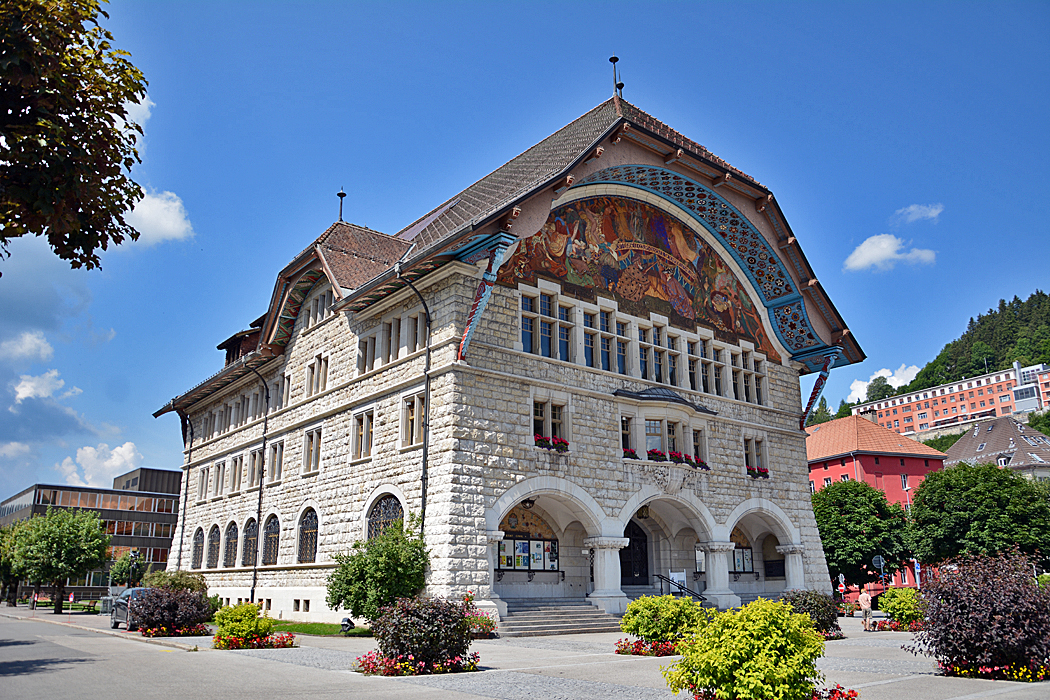
Bývalá radnice

Le Locle je s 9864 obyvateli (k 31. prosinci 2020) třetím největším městem kantonu Neuchâtel. Kanton Neuchâtel je převážně francouzsky mluvící oblastí Švýcarska. 88,0 % obyvatel proto hovoří francouzsky, 4,0 % italsky a 1,9 % německy (stav v roce 2000). Vývoj počtu obyvatel Le Locle odráží hospodářskou situaci ve vysoko položeném údolí Jury. Prvního vrcholu bylo dosaženo kolem roku 1910. V následujících dvou desetiletích došlo k mírnému poklesu, po němž následoval výrazný vzestup v 50. a 60. letech. Největšího rozkvětu dosáhlo Le Locle v roce 1967, kdy mělo téměř 15 000 obyvatel. Následná hospodářská krize (zejména v hodinářském průmyslu) vedla k masivní vlně emigrace, která v menší míře pokračuje do současnosti. Od roku 1967 se počet obyvatel Le Locle snížil o více než 30 %.

## Hospodářství

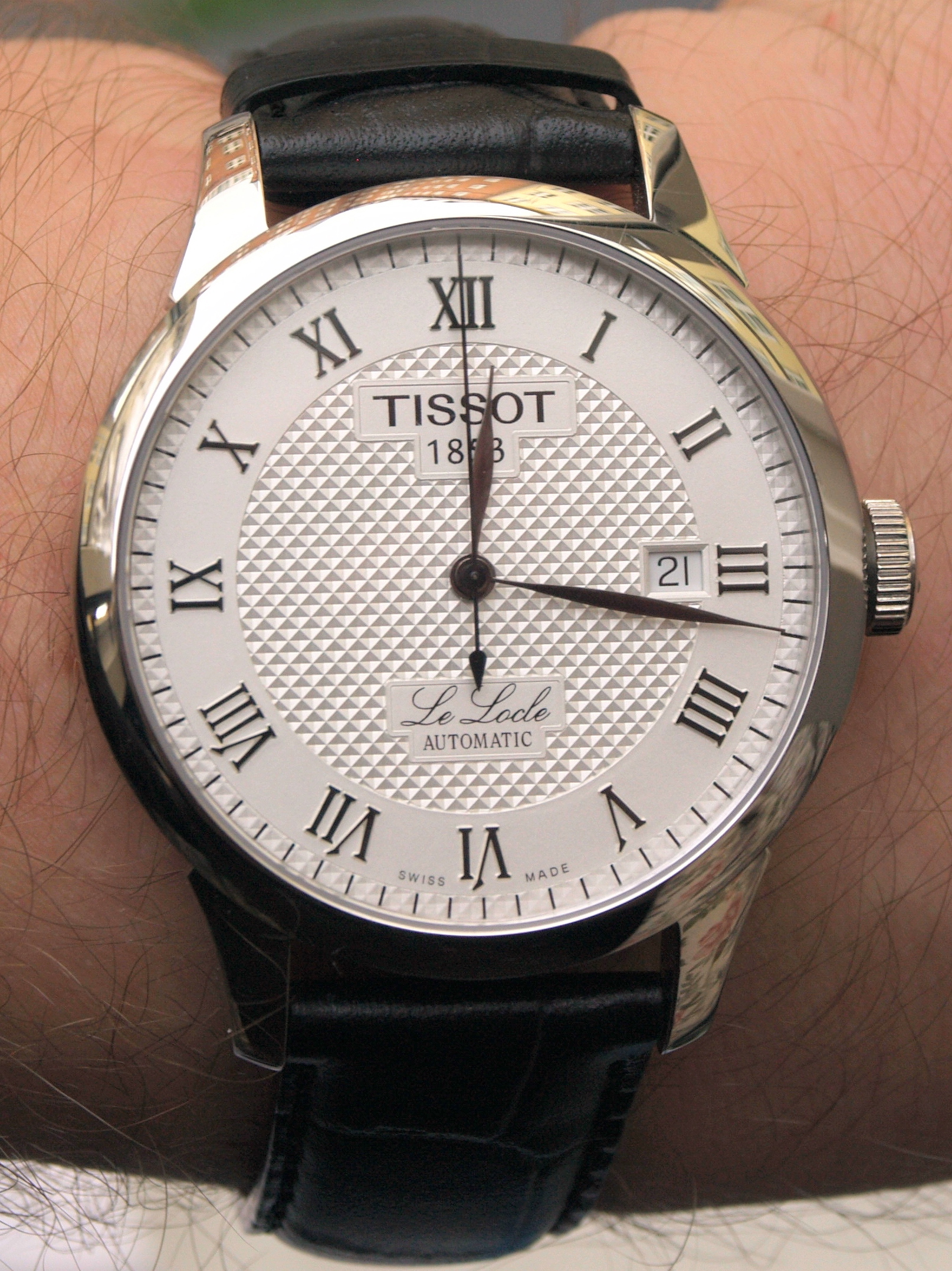
Hodinky Tissot se značením místa původu Le Locle

Le Locle se na počátku 18. století vyvinulo ze zemědělské vesnice v průmyslovou obec. Je považováno za kolébku švýcarského hodinářského průmyslu, který zde začal v roce 1705. V té době bylo v oblasti Neuchâtelského Jury důležité také krajkářství. Hospodářství města Le Locle bylo po více než 250 let zaměřeno především na hodinářský průmysl, a proto bylo město od roku 1970 obzvláště těžce zasaženo krizí v tomto odvětví. Od té doby se odvětví diverzifikovalo.
V současnosti město nabízí přibližně 6200 pracovních míst. Zemědělství (zejména chov dobytka a produkce mléka) má ve struktuře zaměstnanosti obyvatelstva jen okrajové postavení, neboť v primárním sektoru jsou zaměstnána jen 2 % pracovní síly. Přibližně 63 % pracovní síly je zaměstnáno v průmyslovém sektoru, zatímco v sektoru služeb pracuje 35 % pracovníků (stav v roce 2001).
Město je považováno (společně s blízkými městy Biel a La Chaux-de-Fonds) za centrum švýcarského hodinářského průmyslu. Ve městě bylo založeno nebo sídlí mnoho hodinářských firem (Certina, Tissot, Ulysse Nardin, Vulcain, Zenith, Zodiac a další). Společně s La Chaux-de-Fonds je historická část města od roku 2009 zapsána na seznam světového dědictví UNESCO.
Ve městě sídlí také řada firem z oblasti přesné mechaniky (výroba chirurgických nástrojů), mikromechaniky a mikroelektroniky (Dixi Holding Le Locle). Důležitou roli hrají také informační technologie, strojírenství, nábytkářský průmysl, kovovýroba a výroba plastů a plastových výrobků. Až do roku 1992 bylo Le Locle známé také díky své továrně na čokoládu.

## Doprava

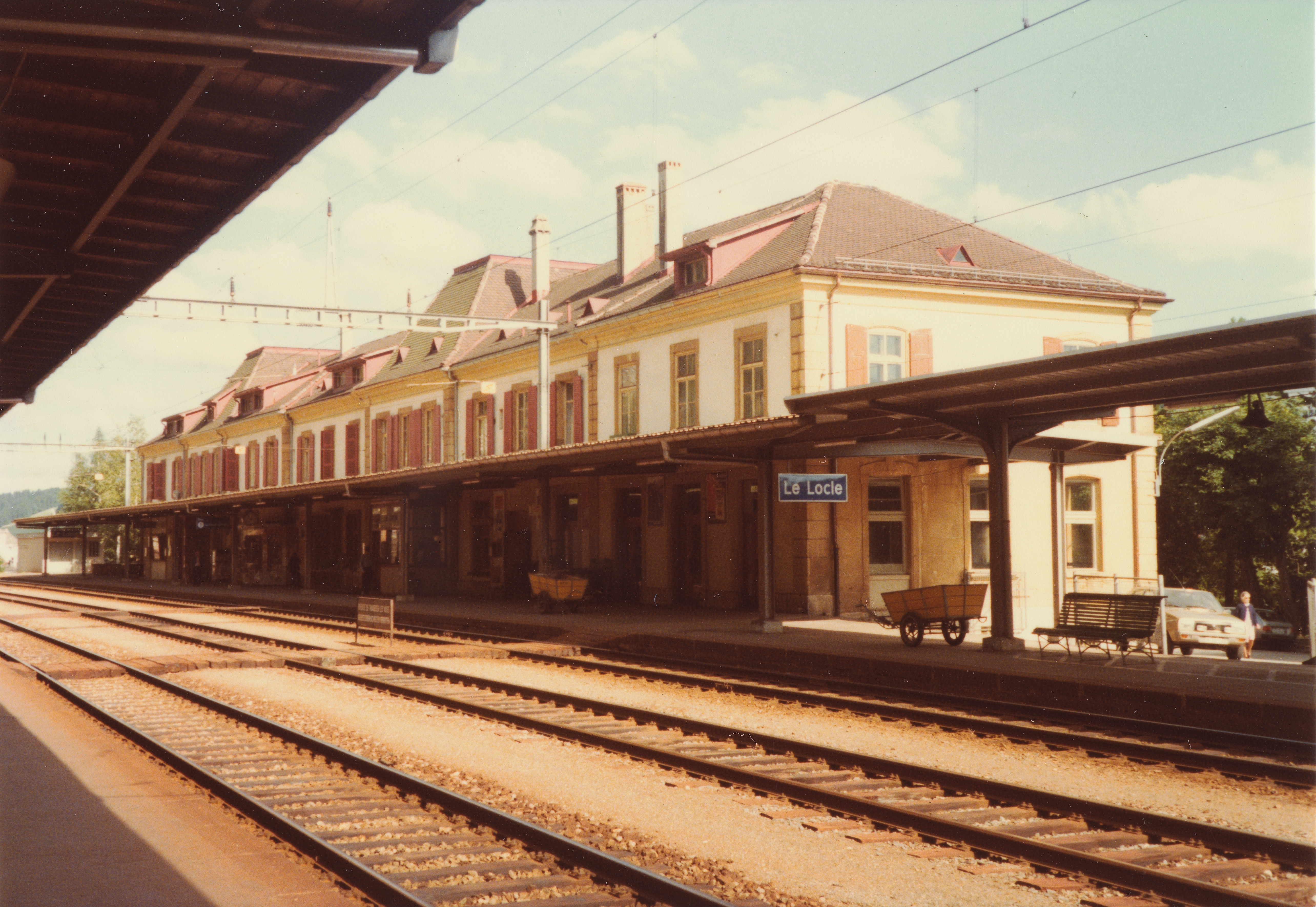
Železniční stanice Le Locle

Město má dobré dopravní spojení. Leží na hlavní silnici z Neuchâtelu přes La Chaux-de-Fonds a Col des Roches do Besançonu. Po otevření železniční trati z La Chaux-de-Fonds do Le Locle bylo město 2. července 1857 připojeno k železniční síti. Pokračování této trati do Francie až do Besançonu bylo dokončeno v roce 1884. Dne 1. září 1890 byla také zprovozněna úzkorozchodná trať z Le Locle do Les Brenets.
Městské autobusové linky provozované společností Transports Régionaux Neuchâtelois (TRN) zajišťují veřejnou dopravu ve městě a spojení s okolními obcemi. Z Le Locle jezdí také autobusové linky do La Chaux-de-Fonds, přes Les Ponts-de-Martel do Neuchâtelu a do La Brévine.